# 室橋祐貴
室橋 祐貴（むろはし ゆうき、1988年 - ）は、日本の起業家、団体役員、社会貢献家。
一般社団法人日本若者協議会代表理事。「民主主義ユースフェスティバル」実行委員。若者政策推進議連事務局メンバー。Yahoo!ニュース個人オーサー。

## 来歴
神奈川県出身。神奈川県立市ヶ尾高等学校、慶應義塾大学経済学部卒業。在学中からIT系起業に携わり、2013年6月、byus.meの取締役副社長に就任。2015年6月、株式会社Platn (プラトン) を設立、代表取締役CEOに就任。同年、以前から所属していた日本若者協議会の代表理事に就任し、以降、若者の声を政治に反映させるためのロビイングや、民主主義ユースフェスティバル、民主主義博物館などの若者と政治に関連したイベント・施設の企画・運営を行う。
2017年10月から、BUSINESS INSIDER JAPANで若者と政治をテーマに取材活動も行っている。
2019年から、慶應義塾大学大学院政策・メディア研究科に在籍。

## 著書

### 単著
- 『子ども若者抑圧社会・日本 社会を変える民主主義とは何か』光文社、2024

### 共著
- 『校則改革 理不尽な生徒指導に苦しむ教師たちの挑戦」（著者：河﨑仁志、斉藤ひでみ、内田良）東洋館出版社、2021